# Comuna Lomma
Lomma (Lomma kommun) este o comună din comitatul Skåne län, Suedia, cu o populație de 22.496 locuitori (2013).

## Geografie

### Zone urbane
Lista celor mai mari zone urbane din comună (anul 2015) conform Biroului Central de Statistică al Suediei:
| Nr | Zona urbană | Pop.   |
| -- | ----------- | ------ |
| 1  | Lomma       | 12.368 |
| 2  | Bjärred     | 9.844  |
| 3  | Flädie      | 231    |

## Demografie
| \| Evoluția demografică în comuna Lomma, 1970–2015 \| Evoluția demografică în comuna Lomma, 1970–2015 \| Evoluția demografică în comuna Lomma, 1970–2015 \| Evoluția demografică în comuna Lomma, 1970–2015 \| Evoluția demografică în comuna Lomma, 1970–2015 \| \| ----------------------------------------------------------------------------------------------------- \| ----------------------------------------------- \| ----------------------------------------------- \| ----------------------------------------------- \| ----------------------------------------------- \| \| An \| \| \| Locuitori \| \| \| 1970 \| 1970 \| \| 12308 \| 12308 \| \| 1975 \| 1975 \| \| 15404 \| 15404 \| \| 1980 \| 1980 \| \| 16607 \| 16607 \| \| 1985 \| 1985 \| \| 16835 \| 16835 \| \| 1990 \| 1990 \| \| 17220 \| 17220 \| \| 1995 \| 1995 \| \| 17576 \| 17576 \| \| 2000 \| 2000 \| \| 18044 \| 18044 \| \| 2005 \| 2005 \| \| 18854 \| 18854 \| \| 2010 \| 2010 \| \| 21559 \| 21559 \| \| 2015 \| 2015 \| \| 23324 \| 23324 \| \| Sursa: SCB - Statistika Centralbyrån, Folkmängd efter region, civilstånd, ålder och kön. År 1968–2016 \| \| \| \| \| |      |  |           |       |
| Evoluția demografică în comuna Lomma, 1970–2015 |      |  |           |       |
| An |      |  | Locuitori |       |
| 1970 | 1970 |  | 12308     | 12308 |
| 1975 | 1975 |  | 15404     | 15404 |
| 1980 | 1980 |  | 16607     | 16607 |
| 1985 | 1985 |  | 16835     | 16835 |
| 1990 | 1990 |  | 17220     | 17220 |
| 1995 | 1995 |  | 17576     | 17576 |
| 2000 | 2000 |  | 18044     | 18044 |
| 2005 | 2005 |  | 18854     | 18854 |
| 2010 | 2010 |  | 21559     | 21559 |
| 2015 | 2015 |  | 23324     | 23324 |
| Sursa: SCB - Statistika Centralbyrån, Folkmängd efter region, civilstånd, ålder och kön. År 1968–2016 |      |  |           |       |